# Amanda Pace
Amanda Pace (Brea, 6 oktober 2000) is een Amerikaans jeugdactrice. Ze speelde onder meer Hope Logan/Forrester in 63 afleveringen van The Bold and the Beautiful, samen met haar tweelingzus Rachel Pace.

## Filmografie

### Films:
- Elevator (2011)
- Happiness Is a Warm Blanket, Charlie Brown (2011) (stemrol)
- A Letter to Momo (2011) (stemrol, Engels gesproken versie)
- June in Springdale (2007)

### Televisieseries:
*Exclusief eenmalige gastrollen
- Weeds - Shayla (1 aflevering, 2009), Taylor (9 afleveringen, 2011-2012)
- The Bold and the Beautiful - Hope Logan/Forrester (63 afleveringen, 2004-2008)